# 海南自由贸易港
海南自由贸易港（英語：Hainan Free Trade Port，简称海南自贸港），是中华人民共和国海南省目前正在规划与建设的省級自由贸易港。
中国国务院及中共中央在2020年6月1日正式印发《海南自由贸易港建设总体方案》，直接对海南在已设立自由贸易区的前提下，进一步建设世界最大的自由贸易港做出规划和指导，文件阐明将根据落实《中共中央 国务院关于支持海南全面深化改革开放的指导意见》，利用海南省作为離島，同時還是目前中国内地最大的经济特区的特色，对海南自由贸易港建设提出具体的时间要求和政策目標。在制度上被视为中国经济全面深化改革和试验最高水平开放的第一個地区。
海南自由贸易港并非通常语意下的海港，而是将整個海南島视作一个單獨的經濟開發領域，为中国内地首次在省级行政区对多个重要的政治及经济框架进行大幅度的开放性经济改革，改革范围首先包括海关、自由贸易等，到外国企业设立实体产业及投资、产权保护、移民及人口流动，以及離岸金融、税收特規、省內经济事务、立法权等極多个方面全面進行的。同时海南省作為全境範圍的自由贸易港，省人民政府将直接接受由中国国务院框架下的国家发展改革委、财政部、商务部、中国人民银行、海关总署等部委派出驻地干部在海南实地指导工作，2023年起海南開始進行封關作業，採管貨不管人模式，到2025年底，開始將整個海南省轉變為接近特别行政区等級的另一個自主經貿體。海南自贸港计划于2025年12月18日正式完成封关並启动运行。
在为海南自由贸易港进行法律授权的层面，2021年6月10日，第十三届全国人民代表大会常务委员会第二十九次会议通过《中华人民共和国海南自由贸易港法》，法案中涉及自贸港内居民权变更、出入境政策及封关等深化改革创新与开放之内容。授權後海南可以在中央指導下，進行相當程度的地方分權，除海關、投資、稅制的改革與自治外，甚至主要政策、行政區管理與簽證都將與內地有所區隔。

## 历史沿革

### 政策設計
2018年4月13日，中国共产党中央委员会总书记习近平在庆祝海南建省办经济特区30周年大会上代表党中央宣布，中共中央决定支持海南逐步探索、稳步推进中国特色自由贸易港建设，分步骤、分阶段建立自由贸易港政策和制度体系。习近平总书记要求，海南要以供给侧结构性改革为主线，建设中国特色自由贸易港。
2018年10月16日，国务院批复设立海南自贸区，同时印发《中国（海南）自由贸易试验区总体方案》。
2020年6月1日，中共中央、中華人民共和國国务院印发《海南自由贸易港建设总体方案》，提出零关税、低税率原則，並將离岛免税购物额度增加至每年每人10万元，同時扩大免税商品种类。

### 推動建設
2020年6月3日，11个重点园区举行挂牌仪式。其中现代服务业重点园区包含海口江东新区、海口综合保税区、三亚中央商务区、博鳌乐城国际医疗旅游先行区；高新技术產業園區則有洋浦经济开发区（东方临港产业园、临高金牌港开发区）、海口国家高新技术产业开发区、三亚崖州湾科技城、文昌国际航天城、海南生态軟件园和复兴城互聯網信息产业园；旅游业园区有陵水黎安国际教育创新试验区。
2020年6月30日，中华人民共和国财政部、国家税务总局发布《关于海南自由贸易港企业所得税优惠政策的通知》和《关于海南自由贸易港高端紧缺人才个人所得税政策的通知》。《关于海南自由贸易港企业所得税优惠政策的通知》提出，对在海南自由贸易港註冊及运营的鼓励类产业企业，减按15%的税率征收企业所得税。对在海南自由贸易港设立的旅游业、现代服务业、高新技术产业企业新增境外直接投资取得的所得，免征企业所得税。《关于海南自由贸易港高端紧缺人才个人所得税政策的通知》提出，对在海南自由贸易港工作的符合減免稅收條件的人才，其个人所得税实际税负超过15%的部分，予以免征。
2020年8月24日，海南公布中英文《2020海南自由贸易港投资指南》，为国际机构及个人投资者提供政策支持。
2020年9月13日，海南自由贸易港建设项目第三批集中开工。
2020年11月8日，自由贸易港第九批制度创新案例發佈，涉及船舶登记“一事通办”、低空空域飛行縮減審批流程等事項。
2020年12月1日，海南自贸港首张零关税商品清单正式執行。12月25日，第二張零关税商品清单發佈。
2020年12月31日，中国国家发改委和商务部发布2020年版海南自由贸易港外资准入负面清单，在采矿业领域取消禁止外商投资稀土、放射性矿产、钨勘查、开采及选矿的规定。
2021年3月4日，财政部、海关总署、税务总局联合印发《关于海南自由贸易港自用生产设备“零关税”政策的通知》，確定海南自由贸易港注册登记并具有独立法人资格的企业进口自用的生产设备，除法律法规和相关规定明确不予免税、国家规定禁止进口的商品，以及通知所附《海南自由贸易港“零关税”自用生产设备负面清单》所列设备外，免征关税、进口环节增值税和消费税。
2021年6月10日，第十三届全国人民代表大会常务委员会第二十九次会议通过《中华人民共和国海南自由贸易港法》，确定建立健全全岛封关运作的海南自由贸易港海关监管特殊区域制度。在依法有效监管基础上，建立自由进出、安全便利的货物贸易管理制度，优化服务贸易管理措施，实现贸易自由化便利化。
2021年9月起，《海南自由贸易港国际船舶条例》正式实施。
2021年7月26日，《海南自由贸易港跨境服务贸易特别管理措施（负面清单）（2021年版）》公布。这是中国在跨境服务贸易领域公布的第一张负面清单。
2021年9月29日，海南省第六届人大常委会第三十次会议审议通过了《海南自由贸易港公平竞争条例》和《海南自由贸易港反消费欺诈规定》。
2022年11月20日，海南自贸港首个面向外商投资企业服务的外企集聚区在海口琼山区揭牌成立，6家外资企业同时现场签署入驻意向书。

## 立法及行政改革

### 省內自主立法及行政权
目前頒布的《中华人民共和国海南自由贸易港法》，赋予海南省人民代表大会及其常务委员会在部分事务上的立法权利，海南自贸港根据海南省法规规章及经济特区立法权可行使不同于中国内地其他地区的法规与地方政府规章；在基于全国法律的层面上建立相对独立及具有改革特点的独立地方法律，目前已经推出的法律涉及环境保护，反走私，大数据开发应用，经济特区律师条例，经济特区注册会计师条例，经济特区禁毒条例以及公司注册的快速简单审核法律等。
海南省人民代表大会及其常务委员会可根据《中华人民共和国海南自由贸易港法》作為海南版小基本法，拥有独立制定实施海南自由贸易港法规的权力，地方性法规和商事纠纷机制将成为解决和建构自由贸易港反制体系的核心；方案亦允许海南省在遵循宪法规定和现行全国性法律及政策的情况下，参与国际商事仲裁及调解。

### 海南大数据社会治理体系試點
因應海南省的制度特殊，将另建立集中省政府数据中心及全省统一的“政务云”，以公共网络，数据中心及软硬件资源服务为载体对政府提供大数据治理政策支撑。建成貿易港特區內人口库、法人库、空间地理库、电子证照、信用信息等五大基础数据库。
为实现大数据社会治理体系，海南省已经建立大数据管理局之法定机构，实行企业化和市场化制度，承担全省电子政务基础设施，公共平台和共性平台的建设运维工作。2018年5月，海南省指定《海南省公共信息资源管理办法》，对公共信息资源从编目、采集、共享、应用、开放、信息安全和监督全过程进行规范管理，并于2019年7月和9月分别出台《海南省公共信息资源安全使用办法》《海南省大数据开发应用条例》。

### 自由贸易港管理机构
| 总领机构             | 国务院 | · 中国共产党海南省委员会 · （省委书记：冯飞） | · 中国共产党海南省委员会 · （省委书记：冯飞） | 海南省人民政府 |
| 自贸港机构           | 国家发展和改革委员会区域协调发展司 （国家发展改革委） | 全面深化改革委员会 （下设深化改革办公室） | 自由贸易港工作委员会 （下设自贸港工委办公室） | 海南省人民政府 |
| -------------------- | --- | --- | --- | --- |
| 机构领导             | 郭兰峰 （司长） | 巴特尔 （主任） | 沈丹阳、巴特尔、倪强 （主任） | 刘小明 （省长） |
| 领导所兼任的相关职务 | 不適用 | 中共海南省委常委 中共海南省委秘书长 中共海南省委办公厅主任 | 沈丹阳 中共海南省委常委 海南省政府副省长倪强 海南省政府副省长 | 中共海南省委副书记 |
| 国务院相关主管机构   | - 外交部 - 教育部 - 科学技术部 - 工信部 - 财政部 - 人力资源和社会保障部 - 自然资源部 - 生态环境部 - 交通运输部 - 农业农村部 - 商务部 - 文化和旅游部 - 国家卫生健康委员会 - 中国人民银行（含中国人民银行海南省分行） - 国家市场监督管理总局 - 国家药品监督管理局 - 国家知识产权局 - 中国民用航空局 - 海关总署 - 国家税务总局 - 国家金融监督管理总局 - 证监会 - 国家外汇管理局 - 国务院国有资产监督管理委员会                                                                                              | - 外交部 - 教育部 - 科学技术部 - 工信部 - 财政部 - 人力资源和社会保障部 - 自然资源部 - 生态环境部 - 交通运输部 - 农业农村部 - 商务部 - 文化和旅游部 - 国家卫生健康委员会 - 中国人民银行（含中国人民银行海南省分行） - 国家市场监督管理总局 - 国家药品监督管理局 - 国家知识产权局 - 中国民用航空局 - 海关总署 - 国家税务总局 - 国家金融监督管理总局 - 证监会 - 国家外汇管理局 - 国务院国有资产监督管理委员会                                                                                              | - 外交部 - 教育部 - 科学技术部 - 工信部 - 财政部 - 人力资源和社会保障部 - 自然资源部 - 生态环境部 - 交通运输部 - 农业农村部 - 商务部 - 文化和旅游部 - 国家卫生健康委员会 - 中国人民银行（含中国人民银行海南省分行） - 国家市场监督管理总局 - 国家药品监督管理局 - 国家知识产权局 - 中国民用航空局 - 海关总署 - 国家税务总局 - 国家金融监督管理总局 - 证监会 - 国家外汇管理局 - 国务院国有资产监督管理委员会                                                                                              | - 外交部 - 教育部 - 科学技术部 - 工信部 - 财政部 - 人力资源和社会保障部 - 自然资源部 - 生态环境部 - 交通运输部 - 农业农村部 - 商务部 - 文化和旅游部 - 国家卫生健康委员会 - 中国人民银行（含中国人民银行海南省分行） - 国家市场监督管理总局 - 国家药品监督管理局 - 国家知识产权局 - 中国民用航空局 - 海关总署 - 国家税务总局 - 国家金融监督管理总局 - 证监会 - 国家外汇管理局 - 国务院国有资产监督管理委员会                                                                                              |
| 海南省相关机构       | - 党政机关： 中国共产党海南省委员会办公厅 - 国家权力机关： 海南省人民代表大会（及其常务委员会） - 行政机关： 海南省人民政府办公厅 · （及其下辖组成部门，直属特设机构，直属机构，部门管理机构与各市县政府） - 政治协商机构： 中国人民政治协商会议海南省委员会 - 监察机关： 海南省监察委员会 - 审判机关： 海南省高级人民法院 - 检察机关： 海南省人民检察院 - 海南自由贸易港建设专家咨询委员会 - 中国（海南）自由贸易试验区（自由贸易港）咨询委员会 - 海南省大数据管理局 - 海南省政府国有资产监督管理委员会 | - 党政机关： 中国共产党海南省委员会办公厅 - 国家权力机关： 海南省人民代表大会（及其常务委员会） - 行政机关： 海南省人民政府办公厅 · （及其下辖组成部门，直属特设机构，直属机构，部门管理机构与各市县政府） - 政治协商机构： 中国人民政治协商会议海南省委员会 - 监察机关： 海南省监察委员会 - 审判机关： 海南省高级人民法院 - 检察机关： 海南省人民检察院 - 海南自由贸易港建设专家咨询委员会 - 中国（海南）自由贸易试验区（自由贸易港）咨询委员会 - 海南省大数据管理局 - 海南省政府国有资产监督管理委员会 | - 党政机关： 中国共产党海南省委员会办公厅 - 国家权力机关： 海南省人民代表大会（及其常务委员会） - 行政机关： 海南省人民政府办公厅 · （及其下辖组成部门，直属特设机构，直属机构，部门管理机构与各市县政府） - 政治协商机构： 中国人民政治协商会议海南省委员会 - 监察机关： 海南省监察委员会 - 审判机关： 海南省高级人民法院 - 检察机关： 海南省人民检察院 - 海南自由贸易港建设专家咨询委员会 - 中国（海南）自由贸易试验区（自由贸易港）咨询委员会 - 海南省大数据管理局 - 海南省政府国有资产监督管理委员会 | - 党政机关： 中国共产党海南省委员会办公厅 - 国家权力机关： 海南省人民代表大会（及其常务委员会） - 行政机关： 海南省人民政府办公厅 · （及其下辖组成部门，直属特设机构，直属机构，部门管理机构与各市县政府） - 政治协商机构： 中国人民政治协商会议海南省委员会 - 监察机关： 海南省监察委员会 - 审判机关： 海南省高级人民法院 - 检察机关： 海南省人民检察院 - 海南自由贸易港建设专家咨询委员会 - 中国（海南）自由贸易试验区（自由贸易港）咨询委员会 - 海南省大数据管理局 - 海南省政府国有资产监督管理委员会 |

## 交通規劃

### 航運
为对接海南自由贸易港，2017年1月1日，位于广东省湛江市的徐闻港正式动工，港口包括16个5000吨级客轮滚装泊位和1个5000吨级危险品专用滚装泊位，徐闻港一期工程设计吞吐能力为320万车次及1728万人次，将成为连接琼州海峡两岸主要的海运及客运枢纽；同时该港口为全球现存最大的客运滚装轮渡码头，从广东湛江至海口的轮渡用时将被缩短到一个小时。
2020年9月28日，海南自由贸易港首条洲际越洋航线（洋浦-南太-澳洲）开通。

### 航空枢纽
根据海南自贸港政策，來到海南航空枢纽，可單獨享有第七航权及第五航权。
海口美兰国际机场在自贸港政策颁布后启动二期扩建项目，机场位于海口江东新区。新建飞行区等级指标为4F，涵盖一条3600米的跑道，2条平行滑行道及61个机位，其中近机位为35个，廊桥36座。新建T2航站楼面积约为29.6万平方米，配置目前中国内地地区最大的机场免税商业区。

### 基础设施建设
目前海南正在建设GS360文昌至临高公路等一系列岛内横向公路，在已有环岛公路三线的基础上扩建从万宁到洋浦，文昌到临高，儋州至白沙，五指山经过保亭至三亚海棠湾段高速公路，形成岛内环线及城市链接交通网，统合产业链及贸易运输道路；该系列项目亦为海南自由贸易港百亿级重点项目之一。
此外海南还计划建设“国家海岸一号风景道”的全域旅游路，以海南岛东西两段高速公路为基础建设沿海高速公路，为位于海南岛各地的旅游区提供基础设施支撑。

## 商业运营

### 特殊税务制度
- 所得税项
  - 人才个人所得税率最高15%
  - 鼓励类企业实施15%企业所得税
- 免征进口关税，进口环节增值税及消费税项
  - 企业进口自用生产设备
  - 进口营用交通工具
  - 游艇
  - 进口生产原辅料
  - 岛内居民所购买之进境商品
- 旅游业、现代服务业、高新技术产业在2025年前新增境外直接投资 (FDI) 免征企业所得税
- 展会境外展品进口和销售免税
- 对原产于海南或含进口料件建工增值超过30%的货物进入内地免征进口关税
- 对在“中国洋浦港”登记并从事国际运输的境内建造船舶给予出口退税

### 外籍人才引进與觀光制度
- 允许境外人员担任法定机构、事业单位、国有企业的法定代表人
- 对外籍人员工作许可实行负面清单管理
- 加大人員國際化水平，針對外國遊客與生意人，完全解決上外網的困難，允許海外信用卡支付消費等等[31]。

### 離岸金融制度
- 取消船舶和飞机境外融资限制
- 企业发行外债备案登记制管理权下放海南
- 扩大跨境资产转让范围
- 优先支持企业境外上市
- 企业境外上市外汇登记直接到银行办理
- 支持境外证券基金期货经营机构设立独资或合资金融机构
- 支持设立财产险、人身险、再保险公司以及相互保险组织和自保公司
- 建设国际能源、航运、产权、股权等交易场所
- 发展场外衍生品业务
- 开展跨境资产管理业务
- 构建多功能自由贸易账户体系
- 实施市场准入承诺即入制

## 产业发展
海南自由贸易港主要聚焦12个产业，四个大类，分别为旅游业，现代服务业，高新技术产业及自然资源开采和贸易产业。

### 具体产业及项目情況
旅游业目前已建成6个省级旅游园区，包括海口观澜湖、三亚海棠湾“国家海岸”、三亚邮轮母港、儋州海花岛、陵水清水湾及三沙海洋旅游区；已建成亚龙湾国家国家级旅游度假区、观澜湖省级旅游度假区；正在建设三亚海棠湾、昌江棋子湾、陵水清水湾等重点旅游度假区。
现代服务业包括医疗健康产业，现代金融产业及会展业；其中医疗健康产业以博鳌乐城国际医疗旅游先行试验区为重点项目，建设超级医院及现代医学研究中心；金融服务业则拟设立产权、股权、航运、国际能源及碳排放权交易所；会展业推进国际商品博览会，国际品牌博览会及国际电影节等项目
高新技术产业包括互联网、物联网、大数据、卫星导航、人工智能与实体经济的融合，对高新技术企业实施减税政策，放宽高新技术产业外资进入限制。網路企業方面積極放寬，允許境外傳輸閱覽與數據出入境，透過环球畅联服務提供技術交流與通訊便利，並為企業慨拓國際視野的經貿市場。另外高新技术产业亦包括文昌航天发射场与民营航天领域建设的推进。
自然资源开采和贸易产业包括热带高效农业，油气产业，開放国际总部、预期总部和境外机构驻地的方便等等。海南也成為中國內地第一個允許合法上外網的省份。

## 自贸港园区

### 重点园区[35][36]
| - 洋浦经济开发区 (英文：Yangpu Economic Development Zone) ，保税区及国家级经济技术开发区，以油气化工、油气储备、大宗商品及国际能源交易、国际港航物流及海洋装备为主导，油气储备能力超过千万方，为目前中国第二大商业石油储备基地。 - 博鳌乐城国际医疗旅游先行区 (英文：Boao Lecheng Pilot Zone of International Medical Tourism) ，中国首个以国际医疗旅游服务，低碳生态社区和国际组织聚集地为主要内容的国家级试验区；毗邻亚洲博鳌论坛驻地。 - 海口江东新区 (英文：Haikou Jiangdong New Area) ，省级新区，位于海口市东海岸区域，以建设海南省中央商业区及临空经济区为主要导向，规划总部经济及创业、金融、教育及航空产业建设。 - 海口综合保税区 (英文：Haikou Integrated Free Trade Zone) ，位于海口市，经国务院批准设立，责权利全部归属海口市，具有口岸、物流、加工等功能的海关特殊监管区域，是海南唯一的综合保税区及2个海关特殊监管区域之一。 - 海口国家高新技术产业开发区 (英文：Haikou National High-Tech Industrial Development Zone) ，位于海口市，1991年经国务院批准设立的海南省唯一的国家级高新技术产业开发区。位于海口市的中心地带，是海口市中西部发展规划的重要组成部份。园区重点发展医药与医疗器械、高端低碳制造业、智能传感器及信息技术等高新技术产业。 | - 三亚崖州湾科技城 (英文：Sanya Yazhou Bay Tech City) ，位于三亚市，根据《三亚崖州湾科技城总体规划(2018-2035)》计划建设的国家深海海洋产业新区，深海科技城及深海创新中心；主要由南繁科技城、深海科技城、大学城、南山港和全球动植物种质资源中转基地五部分构成。 - 三亚中央商务区 (英文：Sanya Central Business District) ，位于三亚市，总体定位为以总部商务办公、大型消费商圈为主导，重点发展总部服务配套、自贸服务、文化艺术综合消费、设计咨询等；包括东岸单元、月川单元、凤凰海岸单元及海罗四个单元，负责统筹及推动三亚总部经济及三亚邮轮游艇产业园的建设管理工作。 - 文昌国际航天城（英文：Wenchang International Aerospace City），位于文昌市，为围绕中国文昌航天发射场所建立的航天产业集群，发展航天发射及配套服务，航天高端产品研发制造，航天大数据开发应用，国际航天交流合作以及“航天+”涉及的其他产业。 - 海南生态软件园（英文：Hainan Resort Software Community），位于海南老城 ，国家数字服务出口基地园，被认定为国家级科技企业孵化器及国家新型工业化产业示范基地；腾讯生态村。百度生态村等海南自贸港百亿级项目已落户该园区。 - 海口复兴城互联网信息产业园 (英文：Fullsing Town Internet Innovation Park) ，位于海口市，由海南复兴城产业园投资管理有限公司开发，定位是打造数字经济总部集聚区、国际离岸创新创业基地，围绕智能物联、数字贸易、科技金融和国际离岸创新创业四大产业方向。 |  |
| | |  |

### 其他园区
- 陵水黎安国际教育创新试验区，位于陵水县

## 民生

### 教育
根据《海南自由贸易港建设总体方案》中所阐释的“允许境外理工农医类高水平大学、职业院校独立办学，设立国际学校”“推动国内重点高校引进国外知名院校举办具有独立法人资格的中外合作办学机构” 条文，海南自由贸易港政策吸引了部分省外与国际的中等及高等教育机构进驻海南并开设学校。进驻形式分别以省外引进，省内优质教育资源合作项目及国际学校方式在海南办学。
进驻学校列表：
| 省外引进中小学 - 北京师范大学海口附属学校 - 北京大学附中海口学校 - 北京大学附小海口学校 - 中国人民大学附中海口实验学校 - 人大附中三亚学校 - 清华大学附中文昌学校 - 北京市海淀外国语实验学校海南校区（琼海） - 北京师范大学万宁附属中学 - 中央民族大学附中陵水分校 - 中央民大附中陵水黎安实验小学 - 华中师大琼中附属中学 - 湖南师大附属定安中学 - 华东师范大学澄迈实验中学 - 首都师范大学附属白沙中学 国际中学 - 海口哈罗学校 - 德威公学（海口） - 威亚公学（海口） - 卫斯理安学院海南附属学校（三亚） | 高等教育 - 北京外国语大学（海口） - 北京语言大学（海口） - 上海交通大学（三亚） - 浙江大学（三亚） - 中国海洋大学（三亚） - 中国农业大学（三亚） - 武汉理工大学（三亚） - 哈尔滨工程大学（三亚） - 瑞士洛桑管理学院（三亚） - 德国比勒费尔德应用科技大学（洋浦） - 上海交通大学医学院与英国爱丁堡大学合作举办医学院（琼海） - 中国传媒大学海南国际学院（陵水） - 北京体育大学海南国际学院（陵水） - 中央民族大学海南国际学院（陵水） 陵水黎安国际教育创新试验区合作办学机构 - 考文垂大学 - 密歇根州立大学 - 阿尔伯塔大学 |  |
| | |  |

## 政策支持
《中共中央 国务院关于支持海南全面深化改革开放的指导意见》中提到了以下政策：
- 及时总结59国外国人入境旅游免签政策[[[Wikipedia:格式手册/链接#章節|錨點失效]]]实施效果，加大出入境安全措施建设，为进一步扩大免签创造条件。
- 完善国际贸易“单一窗口”等信息化平台。
- 积极吸引外商投资以及先进技术、管理经验，支持外商全面参与自由贸易港建设。
- 在内外贸、投融资、财政税务、金融创新、出入境等方面探索更加灵活的政策体系、监管模式和管理体制，打造开放层次更高、营商环境更优、辐射作用更强的开放新高地。